# Charles D. Hall
Charles D. Hall (Norwich, 20 aprile 1888 – Los Angeles, 8 aprile 1970) è stato uno scenografo britannico naturalizzato statunitense.

## Biografia
Inizia la carriera nel vaudeville inglese al servizio del grande impresario Fred Karno come scenografo. Emigrato in America nel 1910, dieci anni più tardi trova lavoro presso un illustre connazionale nato quasi un anno esatto dopo di lui: Charlie Chaplin.
Per Chaplin lavora come scenografo in quattro pellicole, Il monello, Tempi moderni, Giorno di paga e Charlot e la maschera di ferro, restando con lui dal 1921 al 1923.
Nel 1927 lavora all'horror Il castello degli spettri diretto da Paul Leni e con lo stesso regista, nel medesimo anno, mette in scena L'uomo che ride tragica storia di un uomo dal volto storpiato in un'eterna risata. Nel 1931 è lo scenografo di Dracula, diretto da Tod Browning e interpretato dal grande Bela Lugosi; nello stesso anno lavora a un altro classico dell'horror, Frankenstein, per la regia di James Whale e interpretato da Boris Karloff. Sempre con Whale nel 1933 firma le scenografie di un'altra pietra miliare del cinema L'uomo invisibile.
Dopo tanti successi passa al melodrammatico lavorando a un film, piuttosto fiacco, di John M. Stahl, Lo specchio della vita; torna all'horror con Whale nel celebre La moglie di Frankenstein. Ad altri film meno felici seguono anche altre proficue collaborazioni come nel caso di Noi siamo le colonne del 1940 e diretto da Alfred Goulding con Stan Laurel, altro veterano del gruppo di Karno.
Negli anni cinquanta, Hall passa a lavorare per la televisione per poi ritirarsi a vita privata a metà dello stesso decennio. Muore nel 1970.

## Filmografia parziale

### Scenografo
- Sensation Seekers, regia di Lois Weber (1927)
- Il castello degli spettri (The Cat and the Canary), regia di Paul Leni (1927)
- La capanna dello zio Tom (Uncle Tom's Cabin), regia di Harry A. Pollard (1927)
- Wild Beauty, regia di Henry MacRae (1927)[1]
- Primo amore (Lonesome), regia di Pál Fejös (1928)
- Trappola d'amore (The Love Trap), regia di William Wyler (1929)
- Broadway, regia di Pál Fejös (1929)
- Tarzan the Tiger, regia di Henry MacRae (1929)
- Mississipi (Show Boat), regia di Harry A. Pollard (1929)
- Up for Murder, regia di Monta Bell (1931)
- Borneo selvaggio (East of Borneo), regia di George Melford (1931)
- La donna che non si deve amare (Waterloo Bridge), regia di James Whale (1931)
- Luci della città (City Lights), regia di Charles Chaplin (1931)
- Il dottor Miracolo (Murders in the Rue Morgue), regia di Robert Florey (1932)
- Ritorno alla vita (Counsellor-at-Law), regia di William Wyler - scenografo (1933)
- The Road Back, regia di James Whale (1937)
- Gioia di vivere (Merrily We Live), regia di Norman Z. McLeod (1938)
- Un pugno di criminali (Big House, U.S.A.), regia di Howard W. Koch (1955)

### Effetti speciali
- La signora Parkington (Mrs Parkington), regia di Tay Garnett (1944)